# Новый горизонт
Новый горизонт (азерб. Yeni gorizont) — советская драма 1940 года производства Бакинской киностудии.

## Сюжет
Фильм рассказывает о жизни бакинских нефтяников и об открытии новых нефтяных месторождений. Резкий конфликт в фильме основан на противоречии инерции, консерватизма и ахамизма, которые являются остатками старости, с её мощной инновационной идеей в мире науки.

## Синопсис
Первая работа в кино Имрана Касумова.

## Создатели фильма

### В ролях
Исмаил Эфендиев-Adil Kərimov
Рза Афганлы-Professor Əhmədov
Алескер Алекперов-Partiya təşkilatçısı Aslanov
Али Гурбанов-Heydər
Софа Баширзаде-Validə
Азиза Мамедова-Fatma
Мовсун Санани-Ruben
Мустафа Марданов-Trest müdiri
Али-Саттар Меликов-Rüstəm Abbasov
В. Чавчавадзе-Tibb bacısı

### Административная группа
автор сценария : Имран Касумов
режиссёры-постановщики : Ага-Рза Кулиев, Григорий Брагинский
операторы-постановщики : Фёдор Новицкий, Мухтар Дадашов
композитор : Ниязи
звукооператор : Илья Озёрский
автор текста песни : Алиага Вахид
ассистенты режиссёра : Лятиф Сафаров, Мамед Алили(последний в титрах не указан)
ассистент оператора : Тейюб Ахундов
монтажёр и ассистент режиссёра : Зейнаб Казымова
художник-постановщик : Касум Салимханов (в титрах не указан)